# 歌織物説
歌織物説（うたおりものせつ）とは、百人一首の歌が 隣りに来る歌どうしが上下左右に何らかの共通語をふくみ合う形で結び合わされ、タテ10首、ヨコ10首の枠内に並べることが出来るという、百人一首研究家林直道の説。
並べられた100首の歌と歌をつなぐ合せ言葉を絵におきかえると、美しい景色が浮きあがることから「歌織物」説という。

## 歌織物説
- 百人一首には歌の名人・定家が何万何千という歌の中からよりすぐった百の歌だというわりには平凡な歌が多いことや、同じような言葉を用いたの歌が多いことなどから、ある意図された並びが存在するのではないかと言われていた。
- 「歌織物説」とは、和歌の世界でさかんに行なわれていた言葉遊びを、百人一首の中に技術的なシステムとして組み込もうという考えのもとに歌を撰び出し、隣りに来る歌どうしが上下左右に何らかの共通語をふくみ合う形で結び合わされ、タテ10首、ヨコ10首の枠内に並べることが出来るというものである。
- そして、並べられた100首の歌と歌をつなぐ合せ言葉（山、川、紅葉、雲、花、桜、菊、鳥、鹿、瀬、滝、松、等々）を絵におきかえていくと、掛軸のような山紫水明の美しい景色が浮きあがることから「歌織物」と名付けられた。

## 歌織物の構図
- 上記のようにタテ10首、ヨコ10首に並べたところ、四隅の角に位置する４つの歌が、右下に定家の歌、左下には後鳥羽院、右上には順徳院、左上には式子内親王となっており、その配置は「曼荼羅の四天王」を連想させる。
- この、謎をはらんだ歌集の意味をときほぐす重要な鍵は、定家の自撰歌にあると筆者は考えており、それは「来ぬ人を松帆の浦の夕凪に焼くや藻塩の身もこがれつつ」である。
- ここで「松」は待つの掛け詞であり、「凪」は泣きに通ずる。この歌は、誰か帰り来ぬ人に向って、藤原定家が悶々たる思慕の情を述べるのが百人一首の基本点だったという推測を成り立たせる。
- つまり、鎌倉幕府と戦って敗れ、隠岐と佐渡に幽閉され、帰り来ることを許されぬ二人の帝と、薨去してこの世には二度と帰り来ぬ薄幸の美女・式子内親王という、三人の「来ぬ人」に向って「あなたをお待ちして泣きながら身もこがれる思いだ」と訴える構図なのではないかと考える。

## 先行研究の影響
- 歌に使われる言い回しに注目し、関係のある歌をつなげてパズルを作るという織田正吉『絢爛たる暗号 百人一首の謎をとく』（1978年）の考え方に影響を受けており、林自身、著書やホームページ内でその旨記述している。「私の研究は、過去になされた先人たち（石田吉貞、丸谷才一、樋口芳麻呂、およびとりわけ織田正吉などの諸氏）のすぐれた業績をうけつぎ、その土台の上に展開されたものである」http://www8.plala.or.jp/naomichi/hyakushu/utaorimono.html　参照。
- 10×10で100首というような並びは、偶然では完成しようのない組み合わせであり、100首を整然と一覧できる並びであるから、パズルの完成図として理想的である。またパズルであるからには、完成図には、製作者のメッセージが見える形で示されている、という2点をもとに仮説を立て、検証していったものである。織田のいうパズルでは18×18という並びであったが、そこから発展させて10×10で100首という仮説を思いついたものと考えられる。